# Methodisch inkorrekt!

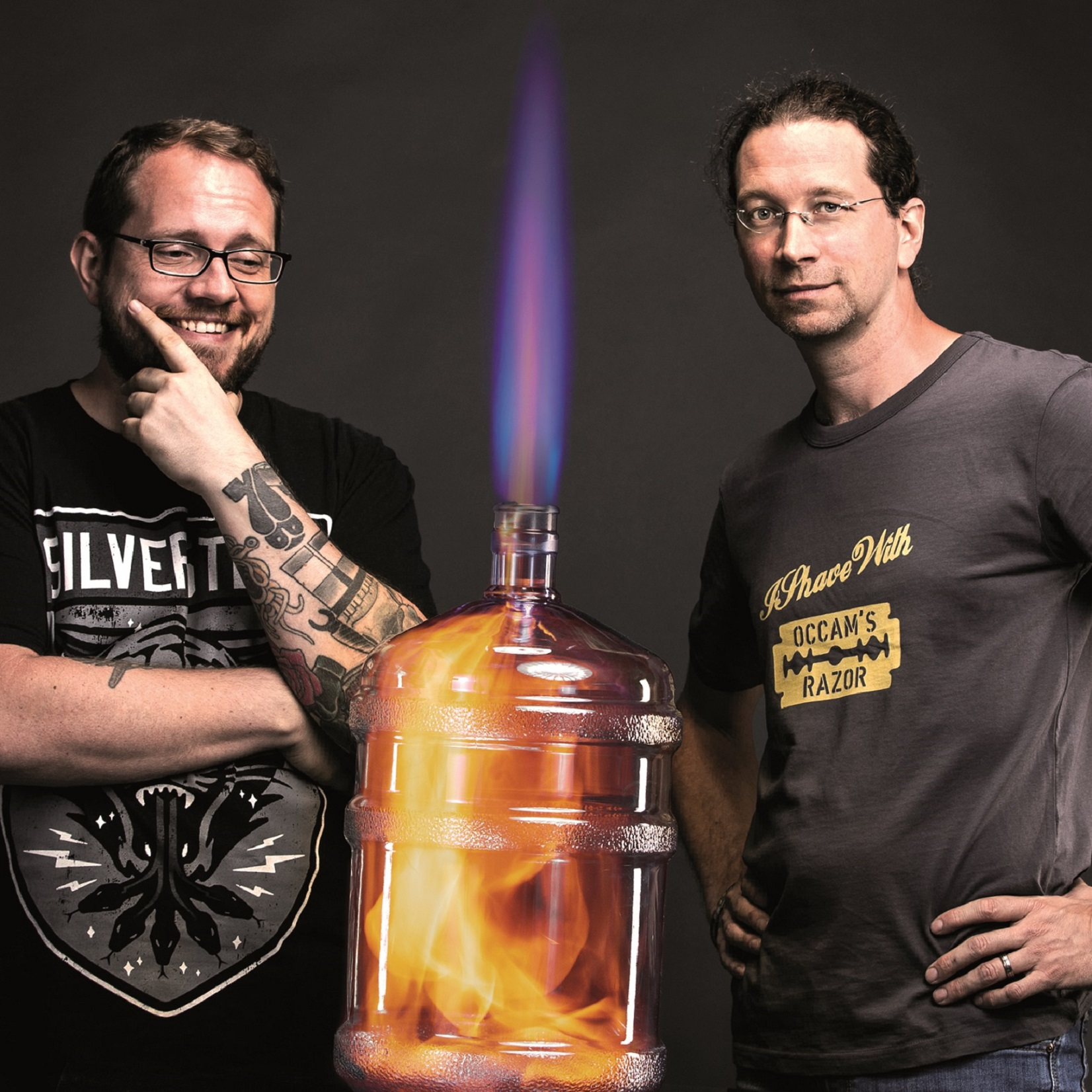
Reinhard Remfort und Nicolas Wöhrl

Methodisch inkorrekt!, kurz Minkorrekt, ist ein 2013 gegründeter Wissenschaftspodcast der beiden Physiker Nicolas Wöhrl und Reinhard Remfort. Seit 2022 werden diese von Katrin Stupp als Mitarbeiterin unterstützt.

## Podcast
Die Wissenschaftler und Arbeitskollegen Wöhrl und Remfort entschlossen sich am 8. Mai 2013, durch ähnliche Podcasts inspiriert, die erste Folge eines eigenen Podcasts aufzunehmen. Ziel war es, wissenschaftliche Themen allgemeinverständlich und unterhaltsam in Form eines lockeren Gesprächs zu vermitteln. Der Podcast erschien bis November 2022 (Folge 243) alle zwei Wochen. Seit Folge 244 erscheint der Podcast wöchentlich. Dadurch erscheint der Podcast häufiger, ist jedoch kürzer – 2 Stunden statt zuvor 4. Der Podcast behandelt neben persönlichen Erlebnissen und der Vorstellung von neuen wissenschaftlichen Publikationen auch den Alltag von Forscherinnen und Forschern. Zu jeder Folge gehört als fester Bestandteil ein kurioser „Schwurbel der Woche“ – eine satirische Betrachtung esoterischer Produkte oder Publikationen sowie deren Urheber. Die fachlichen Beiträge behandeln vorwiegend, aber nicht nur, naturwissenschaftliche Themen. Anlässlich der Verleihung der Nobelpreise und der Ig-Nobelpreise werden Sonderfolgen produziert, in denen die prämierten Arbeiten vorgestellt werden. Der Podcast der selbsternannten Rockstars der Wissenschaft hat regelmäßig über 80 000 Hörer pro Folge.
Seit 2018 gibt es die Minkorrekt! GmbH, die aus der Minkorrekt! UG hervorging. Diese Rechtsformen wurden nach eigenen Angaben für die Durchführung von Touren, die Anmietung eigener Räumlichkeiten und seit 2022 die Beschäftigung von Katrin Stupp gewählt.
Neben einem werbefinanzierten Feed gibt es die Möglichkeit eines kostenpflichtigen werbefreien Angebotes.

## Rubriken
Regelmäßige Rubriken sind unter anderem:
- Das Intro persifliert oftmals aktuelle Ereignisse oder greift bekannte Themen der Popkultur auf. Es endet mit der Titelmelodie, welche mit einem Zitat von Richard Dawkins über den Nutzen von Forschung und Wissenschaft unterlegt ist.
- Thema Nummer 1 ist das erste vorgestellte wissenschaftliche Paper der Sendung. Es wird ausführlich diskutiert und eingeordnet.
- Snackable Science ist in der Regel eine kurz und knapp vorgestellte wissenschaftliche Meldung. Sie wird nicht so intensiv besprochen wie die Hauptthemen der Sendung.
- Das Experiment der Woche ist manchmal Teil der Sendung, wird während der Aufzeichnung durchgeführt und von den beiden kommentiert. Es handelt sich meist um relativ einfach durchzuführende Versuche.
- Thema Nummer 2 ist das zweite vorgestellte wissenschaftliche Paper der Sendung. Es wird ebenfalls ausführlich diskutiert und eingeordnet.
- Der Schwurbel der Woche behandelt ein besonders kurioses oder kritikwürdiges pseudowissenschaftliches Thema oder Produkt.
- Die Kommentare der Woche greifen Hörerkommentare zur vorherigen Sendung auf. Oft wird ein darin vorgestelltes Thema vertieft oder ein Fehler korrigiert.
- In der Hausmeisterei werden Informationen zu Live-Auftritten, Änderungen an der Webseite oder Social-Media-Kanälen, sowie besondere Geschehnisse rund um Minkorrekt besprochen.

Die folgenden Rubriken sind nicht mehr Teil der Sendung:
- Das China-Gadget der Woche: Ein möglichst kurioses technisches Spielzeug wurde vorgestellt.
- Das Bier der Woche war in der Regel von Hörern gestiftet.
- Die Musik der Woche war in der Regel ein Musikstück mit wissenschaftlichem Bezug.
- Beim Amazonkauf der Woche wurden Käufe, welche über den Affiliate-Link des Podcasts abgewickelt wurden, vorgestellt.

Die Rubriken China-Gadget und Amazonkauf wurden abgesetzt, um ein Zeichen gegen unnötigen Konsum zu setzen. Dies wurde durch Hörerkommentare über mehrere Folgen hinweg erreicht, in denen der Widerspruch zwischen den Rubriken sowie dem Appell zu Nachhaltigkeit und Klimaschutz thematisiert wurde.

## Live-Shows

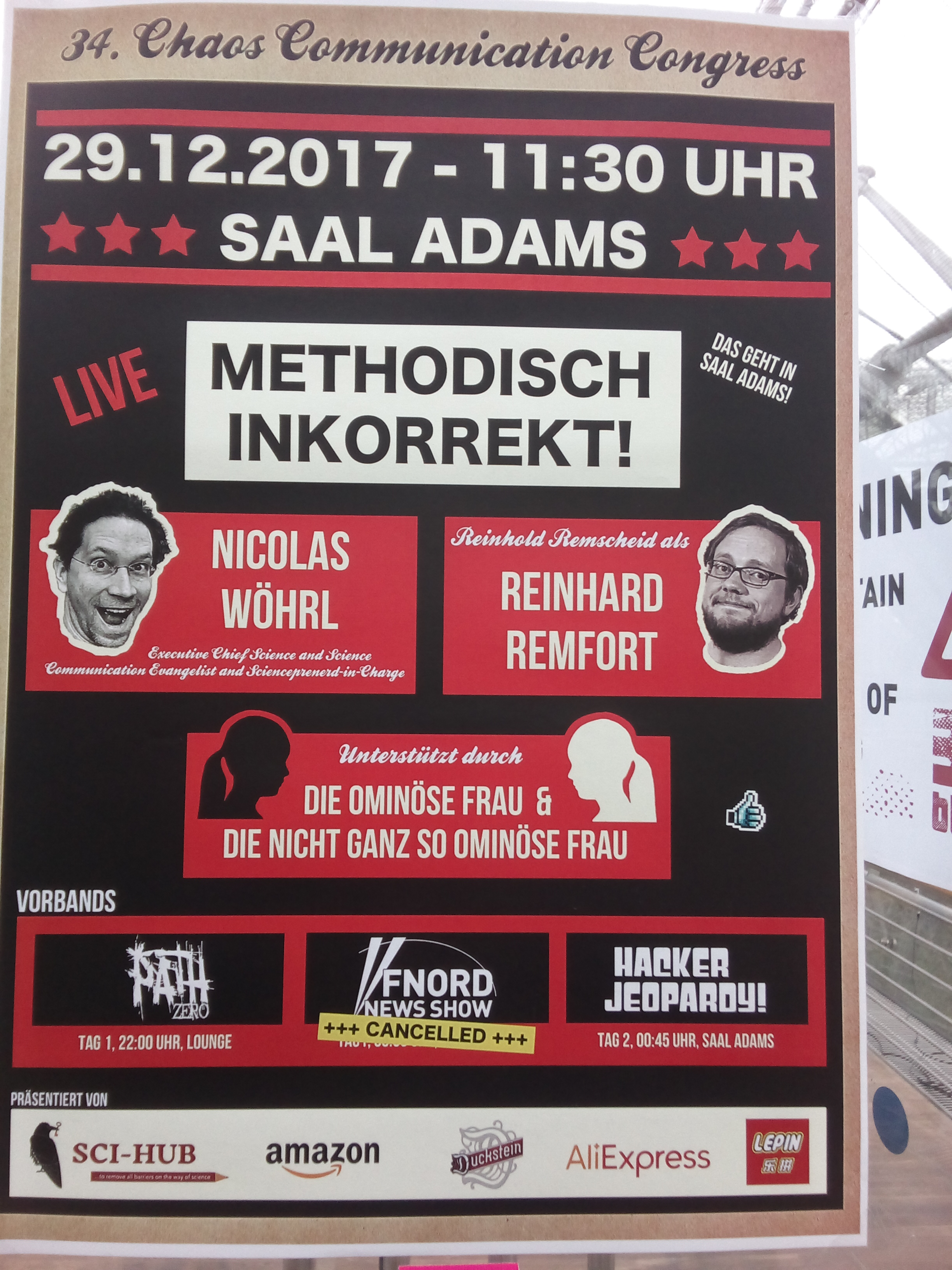
Satirisches Poster anlässlich des 34. Chaos Communication Congress

Seit dem 31. Chaos Communication Congress im Jahr 2014 traten Wöhrl und Remfort mit ihrem Podcast dort regelmäßig live auf. Im November 2018 starteten Wöhrl und Remford unter dem Namen Minkorrekt! LIVE eine Tournee durch Deutschland in oft ausverkauften Veranstaltungsstätten. 2019 waren Methodisch inkorrekt! Gaststars am Publikumstag der SkepKon in Augsburg. Nachdem aufgrund der Covid-19-Pandemie einige Live-Veranstaltungen abgesagt und verschoben wurden, finden seit Ende 2022 wieder Live-Shows statt.
Zum 10-jährigen Jubiläum des Podcasts im Mai 2023 kündigten die zwei Wissenschaftler eine Jubiläums-Show an mit nur wenigen Terminen. Diese wurde nicht in größeren Ticketshops beworben, da in erster Linie diejenigen kommen sollten, die den Podcast kennen. Mit ihrer Tour Das M!-Perium schlägt zurück kehrten die beiden 2025 zurück auf die Bühne.
Die Liveshows haben eher wenige Überschneidungen mit dem Podcast, greifen aber oft auf ähnliche Themen zurück. Der Fokus liegt vor allem bei neueren Shows mehr auf Experimenten.

## Optisch inkorrekt!
Ab dem 18. Mai 2020 gab es auf Twitch den Stream Optisch inkorrekt!. Er lief alle zwei Wochen Montags ab 20:00 Uhr. Der Stream und der Podcast wechselten sich zu diesem Zeitpunkt wöchentlich ab. Der Kanal hat Stand Februar 2025 über 7900 Follower. Im Stream wurden, wie im Podcast auch, wissenschaftliche Themen diskutiert und pseudowissenschaftliche („Schwurbel“-) Seiten enttarnt. Auch wurden dort kleine Experimente vorgeführt. Unter anderem wurde der NASA-Stream der Landung von Perseverance auf dem Mars am 18. Februar 2021 begleitet sowie am 3. März 2021 eine Führung durch das Labor an der Universität Duisburg-Essen gestreamt.
Die Videos des Live Streams wurden ca. 24 Stunden später auf den YouTube-Kanal von Methodisch inkorrekt! hochgeladen. Der YouTube-Kanal hat (Stand Februar 2025) 18 600 Abonnenten.
Optisch inkorrekt wurde im August 2023 zuletzt aufgezeichnet.

## Rezeption
Der Podcast wurde mehrfach als hörenswert empfohlen, unter anderem von der c’t, ze.tt und wired. Die Auftritte auf den Chaos Communication Congressen sind laut Spiegel Online „längst Kult“. Die Videos der Shows wurden teilweise mehr als 230 000 mal aufgerufen. Vor allem das Engagement der Physiker gegen Pseudowissenschaften auf ihren Liveshows wurde wiederholt gewürdigt.
Die Community des Podcastes veranstaltet Radtouren, vernetzt sich untereinander und betreibt eine Archivseite zum Schwurbel der Woche.
Neben der Homepage, die bewusst Links und eine Kommentarfunktion zu jeder veröffentlichten Folge enthält und zum Austausch einlädt, gibt es einen Community-Discord und Accounts bei Sozialen Netzwerken wie Mastodon oder Instagram.

## Auszeichnungen
- Deutscher Podcastpreis 2018 in der Kategorie „Bildung“[23]
- Youlius-Award 2020 für den YouTube-Kanal in der Kategorie „Tutorials & Wissen“[24]
- Goldener Blogger 2021 in der Kategorie „Bestes Wissenschaftsblog“[25]
- Heinz-Oberhummer-Award 2024[26]